# Atrichopogon gordoni
Atrichopogon gordoni är en tvåvingeart som beskrevs av John William Scott Macfie 1938. Atrichopogon gordoni ingår i släktet Atrichopogon och familjen svidknott. Inga underarter finns listade i Catalogue of Life.